# Distrikt Pacocha
Der Distrikt Pacocha liegt in der Provinz Ilo der Region Moquegua im Südwesten von Peru. Der am 26. Mai 1970 gegründete Distrikt hat eine Fläche von 338,08 km². Beim Zensus 2017 lebten 4453 Einwohner im Distrikt. Im Jahr 1993 lag die Einwohnerzahl bei 6413, im Jahr 2007 bei 4401. Die Distriktverwaltung befindet sich in der 5 m hoch gelegenen Kleinstadt Pueblo Nuevo mit 4437 Einwohnern (Stand 2017). Pueblo Nuevo liegt im äußersten Süden des Distrikts. Die Stadt befindet sich nördlich der Flussmündung des Río Ilo (Río Moquegua, Río Osmore) in den Pazifischen Ozean. Etwa 3 km weiter südlich liegt die Provinzhauptstadt Ilo.

## Geographische Lage
Der Distrikt Pacocha erstreckt sich entlang der Pazifikküste im Norden der Provinz Ilo. Der Distrikt besitzt eine etwa 40 km lange Küstenlinie und reicht etwa 7 km ins Landesinnere bis an den Westrand des Küstenhochlands. Die Nationalstraße 1S (Panamericana) durchquert den Distrikt in Küstennähe. Das Klima ist arid, es dominiert Wüstenvegetation.
Der Distrikt Pacocha grenzt im äußersten Norden an den Distrikt Punta de Bombón (Provinz Islay, Region Arequipa), im Nordosten an den Distrikt Moquegua (Provinz Mariscal Nieto), im Südosten an den Distrikt El Algarrobal sowie im äußersten Süden an den Distrikt Ilo.